# 23673 Neilmehta
23673 Neilmehta è un asteroide della fascia principale. Scoperto nel 1997, presenta un'orbita caratterizzata da un semiasse maggiore pari a 2,5946919 UA e da un'eccentricità di 0,2243895, inclinata di 4,74876° rispetto all'eclittica.